# Веннеман, Кевин
Кевин Веннеман (нем. Kevin Vennemann; 1977, Дорстен) — немецкий писатель.

## Биография
Веннеман — немецко-австрийского происхождения. Он изучал германистику, англистику, иудаику и историю в Кёльне, Инсбруке, Берлине и Вене. В 2002 году он дебютировал со сборником рассказов Wolfskinderringe, осенью 2005 года вышел его первый роман Nahe Jedenew («Под Еденевом»). В июне 2006 года Веннеман принял участие в конкурсе на соискание премии Ингеборг Бахман, где прочел отрывок Im Komponierhäuschen из будущего романа.
Этот роман был опубликован под названием «Мара Когой» весной 2007 года и вызвал несходные отзывы (Der Tagesspiegel, 4 марта 2007 года: «„Мара Когой“ — это произведение искусства, задуманное настолько хорошо и сделанное настолько дельно, что его нельзя назвать лишь удовлетворительным»; Berliner Zeitung, 20 марта 2007 года: «„Мара Когой“ — это литература в своей знаменательнейшей форме»; Frankfurter Rundschau, 21 марта 2007 года: «Этот концентрированный, умный роман можно также назвать „композицией для трех голосов и магнитофона“, поскольку его повествовательный ритм определяется „проматыванием вперед и назад“, циклическими вариациями центрального мотива»; Neue Zürcher Zeitung, 19 апреля 2007 года: «Грандиозный роман Кевина Веннемана „Мара Когой“»).
Кроме того, в мае 2007 года на радио Bayerischer Rundfunk состоялась премьера радиопьесы под названием Beiderseits (постановка Ульриха Лампена, музыка Ганса Плацгумера). Важными элементами письма Веннемана являются — после многообещающего аполитичного, почти не содержащего экспериментов дебюта Wolfskinderringe — игра слов и фрагментарность повествования, разрушающие стройность сюжета, а также антифашистская и антинационалистическая направленность темы и мотива: «В принципе, мне очень нравятся предостережения. Потому что, по-моему, важнее указывать на различные проблемы общества, чем повествовать о собственном жизненном опыте».
С лета 2009 года Веннеман является докторантом литературоведения в Нью-Йоркском университете. Живет в Бруклине.
Получил стипендию Института имени Гёте на период с 10 сентября по 8 декабря 2015 года для работы в Японии.

### Nahe Jedenew
Книга объемом почти в 140 страниц вначале не привлекла большого внимания. Это изменилось с выразительным отзывом Гельмута Бёттигера, четко показавшим значимость книги: «…уже с первых страниц ясно: это произведение оставило позади всё, опубликованное в последние годы поколением тридцатилетних». Несколько позднее в качестве передовицы литературного приложения ZEIT была опубликована полуторастраничная рецензия, привлекшая к книге внимание читателей и критиков, что позволило ей разойтись большим тиражом (к осени 2006 года вышло четыре издания). В Nahe Jedenew рассказывается о двух еврейских девушках, переживших погром в своей семье. Прячась в домике на дереве, они наблюдают разрушение привычной для них обстановки и ищут спасения в воспоминаниях о прошлом.
В своей рецензии для еженедельной газеты Freitag литературный критик Георг Каш отвел центральное место раскрытию темы радикального оживления прошлого, характерного для книги и вообще для всей прозы Веннемана: «В конце, когда было уничтожено все дорогое для рассказчика, жизнь и смерть семьи стала в высшей степени осязаема и остра. Как раз в этом, а не в генезисе, заключается главное сходство романа с большими произведениями В. Г. Зебальда: ему удалось сделать немыслимое истребление евреев ощутимым благодаря гнетущим моментам. Ритмические вариации Веннемана мучают, преследуют и перехватывают дыхание».
Неоднократно высказывались предположения, что описанный в Nahe Jedenew вымышленный погром имел реальной основой погром в Едвабне, произошедший 10 июля 1941 года. Сам Веннеман данные предположения не комментировал.

## Произведения
- Wolfskinderringe, рассказы. Köln (Tropen Verlag) 2002
- Nahe Jedenew, роман. Frankfurt am Main (Suhrkamp Verlag) 2005 (пол. пер. 2007, англ., фр., исп., латыш. пер. 2008, итал., дат. и хорват. пер. 2009, иврит. пер. 2011)
- Mara Kogoj, роман. Frankfurt am Main (Suhrkamp Verlag) 2007 (словен. пер. 2011, исп. пер. 2012)
- Beiderseits, радиопьеса. Bayerischer Rundfunk 2007
- Sunset Boulevard. Vom Filmen, Bauen und Sterben in Los Angeles. Berlin (Suhrkamp Verlag) 2012

## Награды
- 2003. Награда за родной язык для немецкоязычных авторов от Integrationsfonds der Stadt Wien und des Vereins Exil
- 2004. Klagenfurter Literaturkurs
- 2006. Aufenthaltsstipendium от Фонда Хомбройх
- 2006. Aufenthaltsstipendium Slowenien от Фонда «Бранденбургские ворота»
- 2006. GWK Förderpreis Literatur
- 2007. Förderpreis zum Премия Хеймрад Бёкер
- 2009. Премия Маргарет Шрадер[8]